# Wiley-VCH
Wiley-VCH هيَ شَركة نشر ألمانية تمتلكها شركة جون وايلي وأولاده. تأسست هذه الشركة على يد جمعيتان علميتان ألمانيتان في عام 1921 وكانت على شَكل دار نشر كيميائية (بالألمانية: Verlag Chemie) والتي تُختصر VCH، وبعد ذلك دُمجت مع الجمعية الكيميائية الألمانية، ومنذ عام 1996 امتلكها جون وايلي وأولاده.

## وصلات خارجية
- الموقع الرسمي